# Sùng Minh (quận)
Sùng Minh (tiếng Trung: 崇明区, Hán Việt: Sùng Minh khu) là khu đảo duy nhất của thành phố trực thuộc trung ương Thượng Hải, Cộng hòa Nhân dân Trung Hoa. Đây là một khu ngoại thành của Thượng Hải. Khu này có diện tích 1.411 km², về cơ bản nằm trên 3 hòn đảo tại cửa sông Dương Tử, với đảo lớn nhất (1.041,21 km²) cùng tên và hai đảo kia là Trường Hưng (88,54 km²) và Hoành Sa (55,74 km²), và dân số theo điều tra dân số năm 2000 là 649.800 người. Dân số theo ước tính năm 2003 là 710.000 người. Theo ước tính năm 2005 dân thường trú khoảng 701.000 người và dân vãng lai khoảng 83.000 người. Ngày 6 tháng 6 năm 2016, Quốc vụ viện Trung Quốc phê chuẩn thiết lập khu Sùng Minh trên cơ sở huyện Sùng Minh.

## Phân chia hành chính
Khu Sùng Minh chia ra thành 16 trấn, 2 hương:
- Trấn: Thành Kiều, Bảo, Miếu, Trung Hưng, Tân Hà, Tam Tinh, Hướng Hóa, Lục Hóa, Kiến Thiết, Trần Gia, Thụ Tân, Cảng Tây, Cảng Duyên, Đông Bình, Tân Hải, Trường Hưng
- Hương: Tân Thôn, Hoành Sa